# 페르티 쿠리칸 니미패이배트
페르티 쿠리칸 니미패이배트(핀란드어: Pertti Kurikan Nimipäivät)는 핀란드의 음악 그룹이다. 그룹 이름은 핀란드어로 "페르티 쿠리카의 영명 축일"을 뜻한다.
2009년 지적 장애를 갖고 있는 성인들을 대상으로 하는 자선 사업의 일환으로 음악 그룹을 결성하면서 데뷔했다. 2015년 유로비전 송 콘테스트에서 핀란드 대표로 참가했다.